# أغوس
أغوس ((بالأرمنية: Ակօս)‏)، (بالتركية: Agos)‏ وتلفظ أيضا أكوس صحيفة أرمنية أسبوعية تصدر باللغتين الأرمنية والتركية في إسطنبول، تركيا. اعتبرت ظاهرة في الصحافة التركية والأرمنية وحاولت أن تكون الناطقة باسم المواطنين الأرمن في تركيا وصوت المعارضة الديموقراطية التركية لإظهار حقيقة النظام وغياب العدالة بحقّ المجتمع الأرمني، كما أراد مؤسسها هرانت دينك أن تكون نقطة لقاء بين الأرمن والأتراك وأن تنمّي الحوار بينهما.

## التاريخ
أسسها الصحفي الأرمني التركي هرانت دينك في إسطنبول في 5 أبريل 1996 وشغل رئاسة تحريرها لى حين مقتله على يد متطرف تركي في 19 يناير / كانون الثاني 2007، حيث تسلم أبنه أرات دينك رئاسة التحرير. بدأت أغوس بحوالى 1800 مشترك، لكن سرعان ما ارتفعت أسهمها لدى القرّاء ليصبح عدد مشتركيها 6000 من الأرمن والأتراك.

## وصلات خارجية
- الموقع الرسمي للصحيفة